# Copidognathus brevimaxillaris
Copidognathus brevimaxillaris is een mijtensoort uit de familie van de Halacaridae. De wetenschappelijke naam van de soort is voor het eerst geldig gepubliceerd in 1951 door Newell.